# 옙 YH-999
옙 YH-999(Yepp YH-999)는 삼성전자에서 2005년 11월 8일에 출시한 포터블 미디어 플레이어이다. 2005년 소비자 가전 전시회에서 혁신제품상을 수상하였다.